# 주승우
주승우(2000년 1월 30일 ~ )는 KBO 리그 키움 히어로즈의 투수이다. 그의 남동생은 KBO 리그 키움 히어로즈의 투수인 주승빈이다.

## 키움 히어로즈시절
2022년에 입단하였다. 2022년 9월 1일 한화 이글스와의 경기에 구원 등판하며 데뷔 첫 경기를 치렀고, 경기에서 0.2이닝 1실점(비자책)을 기록했다.

## 트리비아
- 2022년 KBO 리그 신인 드래프트에서 남동생인 주승빈과 함께 키움 히어로즈에 지명됐는데 이는 KBO 리그 사상 처음으로 형제가 지명된 케이스이다.

## 출신 학교
- 목암초등학교 (의정부리틀)
- 서울 영동중학교
- 서울고등학교
- 성균관대학교

## 통산 기록
| 연도 | 팀명  | 평균자책점 | 경기 | 완투 | 완봉 | 승 | 패 | 세 | 홀 | 승률  | 타자 | 이닝 | 피안타 | 피홈런 | 볼넷 | 사구 | 탈삼진 | 실점 | 자책점 |
| ---- | ----- | ---------- | ---- | ---- | ---- | -- | -- | -- | -- | ----- | ---- | ---- | ------ | ------ | ---- | ---- | ------ | ---- | ------ |
| 2022 | 키움  | 10.80      | 4    | 0    | 0    | 0  | 0  | 0  | 0  | -     | 23   | 3⅓   | 5      | 1      | 7    | 0    | 4      | 5    | 4      |
| 2023 | 키움  | 9.56       | 11   | 0    | 0    | 0  | 1  | 0  | 0  | 0.000 | 90   | 16   | 20     | 1      | 21   | 2    | 8      | 18   | 17     |
| 2024 | 키움  | 4.35       | 55   | 0    | 0    | 4  | 6  | 14 | 5  | 0.400 | 225  | 51⅔  | 50     | 4      | 18   | 5    | 43     | 25   | 25     |
| 통산 | 3시즌 | 5.83       | 70   | 0    | 0    | 0  | 4  | 7  | 5  | 0.364 | 338  | 71   | 75     | 6      | 46   | 7    | 55     | 48   | 46     |